# Kōsei Matsui
Kōsei Matsui (松井 康成, Matsui Kōsei)
, né le 20 mai 1927 à Motomaki (de nos jours Saku), dans la préfecture de Nagano - mort le 11 avril 2003 à Kasama dans la préfecture d'Ibaraki, est un potier et céramiste japonais. Il est désigné Trésor national vivant du Japon en 1993 dans la catégorie « Céramique ».

## Biographie
Né à Motomaki en 1927, Kōsei Matsui étudie la littérature japonaise à l'université Meiji jusqu'en 1952. Cette même année, il épouse Hideko, fille aînée d'un prêtre du temple Gessō-ji (月崇寺) à Kasama, restauré en 1937. En 1957, Matsui est ordonné prêtre du Jōdo-shū dans ce temple. En 1959, il construit l'ancien four dans les jardins du nouveau temple et se consacre à la céramique antique de la Chine, de la Corée et du Japon. À partir de 1967, il apprend l'art de la poterie auprès de Kōichi Tamura. En 1969, il présente un grand pot en céramique réalisé selon la technique neriage à une exposition de la « Société japonaise d'artisanat » et y remporte un prix. La technique neriage, aussi appelée nerikomi, est une technique de la dynastie Tang de Chine par laquelle des argiles de couleurs différentes sont enroulées ensemble ou pressées dans des moules. De cette façon, se forme une céramique marbrée avec des motifs diversement colorés. Dans les années 1980, il perfectionne différents modèles, tels que le mince motif de ligne noire en fer. Au fil du temps, il met au point sa propre forme de technique neriage produite par des imperfections dans la glaçure et une finition de surface irrégulière lors de la fabrication sur une roue de potier par brossage de la surface. En 1988, il est décoré de la médaille au ruban pourpre.
En 1993, Kōsei Matsui est désigné Trésor national vivant pour sa technique neriage de céramique. Il meurt en 2003 d'une insuffisance respiratoire.

## Source de la traduction
- (de) Cet article est partiellement ou en totalité issu de l’article de Wikipédia en allemand intitulé « Kōsei Matsui » (voir la liste des auteurs).